# Carl Heinrich von Schlitz genannt von Görtz
Carl Heinrich Johann Wilhelm Graf von Schlitz genannt von Görtz (auch Karl) (* 2. November 1752 in Schlitz; † 10. Dezember 1826 ebenda) war ein deutscher Beamter, Politiker und hessischer Standesherr aus dem Adelsgeschlecht Schlitz.

## Leben
Carl Heinrich von Schlitz war der Sohn von Graf Georg von Schlitz (1724–1794) und dessen Ehefrau Johanna Elisabeth geborene Freiin von Lintelo (1716–1753). 1726 war die einstmals freiherrliche Familie in den Reichsgrafenstand erhoben worden. Er heiratete am 5. Juli 1783 in Prag Henriette Gräfin von Wurmser (1767–1827), die Tochter des kaiserlich-königlichen Generalfeldmarschalls Dagobert Siegmund Graf von Wurmser.
Da die Mutter in seinem zweiten Lebensjahr starb, erfolgte die Erziehung zunächst durch die Stiefmutter Gräfin zu Stolberg und dann einen Hauslehrer. Sein Onkel Johann Eustach von Görtz war ab  1762 im Auftrag der regierenden Herzogin Anna Amalia zum Prinzenerzieher ihrer beiden Söhne, des Erbprinzen Karl August und des jüngeren Konstantin, berufen worden. Gemeinsam mit diesen erfolgte nun auch die Erziehung von Carl Heinrich.
Ab 1771 studierte er Rechts- und Staatswissenschaften an der Universität Jena und wurde danach 1774 in Dresden als Beisitzer und 1775 als Rat bei der kurfürstlich sächsischen Regierung angestellt. 1778 wurde er dort Kammerherr.
In den Folgejahren war er Gesandtschaftskavalier in St. Petersburg und Stockholm und dann kursächsischer Gesandter in Kopenhagen. Am Beginn des Ersten Koalitionskriegs war er als kursächsischer außerordentlicher bevollmächtigter Minister 1793 bei den verbündeten Mächten am Rhein. Nach dem Tod seines Vaters am 29. Januar 1794 übernahm er die Regierung der Grafschaft Schlitz. Er blieb jedoch gleichzeitig Diplomat in kursächsischen Diensten und vertrat Sachsen 1795 als außerordentlicher bevollmächtigter Minister in München und 1801 in Berlin.
1804 wurde er Mitglied des wetterauischen Grafenkollegiums mit Sitz und Stimme. Mit der Rheinbundakte erfolgte die Mediatisierung der Grafschaft Schlitz. Sie wurde Teil des Großherzogtums Hessen. Als hessischer Standesherr war Görtz von 1820 bis 1823 erbliches Mitglied der Ersten Kammer des Großherzogtums Hessen. Er nahm jedoch krankheitsbedingt nie an Sitzungen teil und ließ sich auch nicht vertreten.
1815 wurde er königlich sächsischer Gesandter am Bundestag.
Sein Sohn Friedrich Wilhelm (1793–1839) war Erbe der Standesherrschaft.